# Clara Marz
Pour les articles homonymes, voir Marzloff.
Clara Marz, de son nom complet Clara Marzloff, née le 17 juin 1999, est une influenceuse, actrice, chanteuse et vidéaste web française.

## Biographie

### Famille
Clara Marzloff est l'arrière-petite-fille de Suzanne Vendroux, qui est elle-même la sœur d'Yvonne Vendroux (épouse du général de Gaulle).
Sa mère fait partie de la famille de Pechpeyrou-Comminges de Guitaut.

### Débuts
Elle débute sur YouTube à l'âge de 14 ans sous le nom Clara Channel, avec des vidéos beauté et lifestyle.

### Carrière
En mars 2017, à 17 ans, elle lance une collection capsule avec Mayadorable chez Rad. En avril 2017, elle est présente au salon Video City. 
En 2018, elle est marraine de #LaVox des talents pour la saison 7 de The Voice.  En 2018, elle, Mademoiselle Gloria, Sundy Jules et Sulivan Gwed, jouent dans la série Riverdale avec les acteurs de la série, pour faire une bande-annonce,. 
En 2020, elle fait ses débuts en tant qu'actrice, en jouant dans la saison 2 de Bia, une série espagnole. 
En février 2021, elle sort une vidéo YouTube en collaboration avec EDF, dans laquelle elle fait découvrir l'association Elles Bougent, qui souhaite attirer les jeunes femmes lycéennes et étudiantes vers les métiers techniques et numériques. 
Le 13 juin 2021, elle est présidente du jury pour l'élection de Miss Loiret. 
En avril 2022, elle lance son podcast Première fois en partenariat avec Amazon Music.

## Vie privée
Durant son adolescence, elle souffre de boulimie dû au syndrome du jumeau perdu.

## Filmographie

### Séries télévisées
- 2020 : Bia sur Disney+
- 2021 : Léo Matteï, Brigade des mineurs sur TF1

### Reportage
- 2018 : Coulisses : Visite très privée by Clara Marz, Youtubeuse sur TF1[14]